# ورزشگاه لوتو پارک
ورزشگاه لوتو پارک (انگلیسی: Lotto Park)، یک ورزشگاه فوتبال در شهر آندرلشت، بروکسل، بلژیک است. این ورزشگاه محل برگزاری بازی‌های خانگی باشگاه فوتبال اندرلشت و یکی از ورزشگاه‌های لیگ برتر فوتبال بلژیک است. گنجایش ورزشگاه ۲۲۵۰۰ نفر می‌باشد.
این ورزشگاه میزبان بازی نیمه‌نهایی جام ملت‌های اروپا ۱۹۷۲ بین تیم‌های تیم ملی فوتبال مجارستان و تیم ملی فوتبال شوروی بود و نیز میزبان بازی‌های مختلفی از تیم ملی فوتبال بلژیک است.